# Attalea colenda
Attalea colenda là loài thực vật có hoa thuộc họ Arecaceae. Loài này được (O.F.Cook) Balslev & A.J.Hend. mô tả khoa học đầu tiên năm 1987.